# Катленбург-Линдау
Катленбург-Линдау (нем. Katlenburg-Lindau) — община в Германии, в земле Нижняя Саксония.
Входит в состав района Нортхайм. Население составляет 7307 человек (на 31 декабря 2010 года). Занимает площадь 71,47 км².
Коммуна подразделяется на 7 сельских округов.
| Год  | Население |
| ---- | --------- |
| 1990 | 7456      |
| 1995 | 7567      |
| 2000 | 7647      |
| 2005 | 7529      |
| 2010 | 7345      |